# Allison Russell

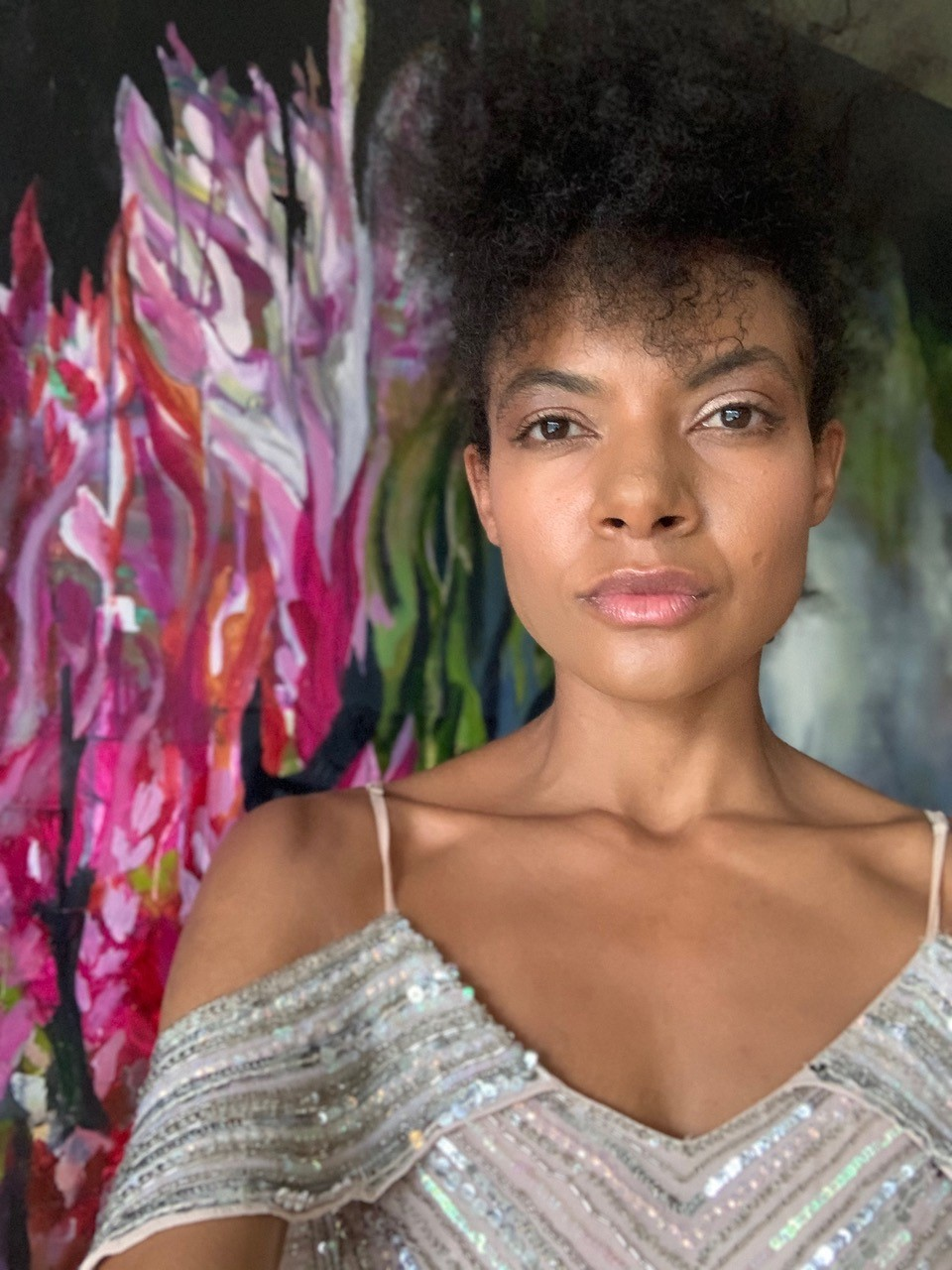
Allison Russell 2021

Allison Russell (* 1982 in Montreal) ist eine kanadische Americana-Musikerin. International bekannt wurde sie 2021 mit ihrem Album Outside Child, mit dem sie auch einen nationalen Juno Award gewann. Für ihren Song Eve Was Black wurde sie 2024 mit einem Grammy ausgezeichnet. Neben ihrer Soloarbeit ist sie auch als Mitglied von Po’ Girl und der Supergroup Our Native Daughters bekannt.

## Biografie
Allison Russell wurde als Tochter einer jugendlichen Kanadierin und eines Vaters aus Grenada geboren, der die Mutter aber noch vor der Geburt verließ. Sie lebte die ersten Jahre bei Pflegeeltern, bevor sie mit 5 wieder zur Mutter und deren neuem Lebensgefährten kam. Durch ihn erlebte sie sexuellen Missbrauch und mit 15 floh sie von zuhause. Obwohl sie sich in Montreal durchschlagen musste, beendete sie ihre Schule. Sie ging danach nach Vancouver und schloss sich einer Community an, um ihr kreatives Talent umzusetzen. Mit Trish Klein gründete sie die Country-Folk-Gruppe Po’ Girl, die in den 2000ern mit vier Alben national und international einige Bekanntheit erlangte.
2010 verließ sie die Band und ging nach Chicago, wo sie JT Nero kennenlernte. Sie gründeten eine Familie und traten als Blues-Folk-Duo Birds of Chicago auf. Sie nahmen auch mehrere Alben auf und ließen sich schließlich in Nashville nieder.
2019 wurde sie von Grammy- und Pulitzer-Preisträgerin Rhiannon Giddens eingeladen, sich an dem Folk-Americana-Projekt Our Native Daughters zu beteiligen. Zusammen mit Amythyst Kiah und Leyla McCalla nahmen sie ein Album auf mit selbstgeschriebenen Songs über die Geschichte schwarzer Frauen insbesondere während der Zeit der Sklaverei und über Rassismus und Sexismus, das von der Presse sehr gelobt wurde.
In der Folge fokussierte sich Russell auf ihre eigene Lebensgeschichte und schrieb mit Beteiligung ihres Manns eigene Songs, die sie solo aufnahm und zwei Jahre später veröffentlichte. Das Album Outside Child bekam ebenfalls gute Kritiken und wurde bei den kanadischen Juno Awards 2022 als bestes Contemporary Roots Album des Jahres ausgezeichnet. Dazu bekam sie eine Nominierung als Songwriterin des Jahres. Bei den Grammy Awards 2022 wurde sie dreimal in Roots-Music-Kategorien nominiert, einmal für das Album und zweimal für den Song Nightflyer.
Im Jahr darauf gab es zwei weitere Grammy-Nominierungen für den gemeinsamen Song Prodigal Daughter mit Aoife O’Donovan. Musikalisch ließ sie ihre Vergangenheit hinter sich und schrieb weitere Songs aus ihrem gegenwärtigen Leben. So entstand das 2023 erschienene Album The Returner. Album und Titelsong brachten drei weitere Nominierungen bei den Grammys 2024, mit dem Song Eve Was Black gewann sie ihre erste US-Auszeichnung in der Kategorie Beste American-Roots-Darbietung. Das Video zum Song Demons gewann im selben Jahr einen Juno Award.

## Diskografie
Alben
- Outside Child (2021)
- The Returner (2023)

Lieder
- By Your Side (2021)
- Everything I Wanted (2021)
- Nightflyer (2021)
- Persephone (2021)
- Montreal (2021)
- The Runner (2021)
- You’re Not Alone (featuring Brandi Carlile, 2022)
- Prodigal Daughter (mit Aoife O’Donovan, 2022)
- The Returner (2023)
- Eve Was Black (2023)
- Wildflower and Barley (Hozier featuring Allison Russell, 2024)

## Auszeichnungen
Juno Awards
- 2022: Contemporary Roots Album of the Year für Outside Child

Nominierung: Songwriter of the Year
- 2024: Music Video of the Year für Demons (Regie: Ethan Tobman)

Nominierungen: Songwriter of the Year; Contemporary Roots Album of the Year für The Returner
Grammy Awards
- 2022

Nominierungen: Best Americana Album für Outside Child; Best American Roots Song / Best American Roots Performance für Nightflyer
- 2023

Nominierungen: Best American Roots Song / Best American Roots Performance für Prodigal Daughter (mit Aoife O’Donovan)
- 2024: Best American Roots Performance für Eve Was Black

Nominierungen: Best Americana Album für The Returner; Best American Roots Song / Best Americana Performance für The Returner (Song)